# Charles Segal
Pour les articles homonymes, voir Segal.
Charles Paul Segal (19 mars 1936 - 1er janvier 2002) est un enseignant de classiques américain réputé pour son application de la Théorie critique aux textes anciens. Bien que son travail couvre toutes sortes de genres latins et grecs, il est surtout connu pour son travail sur la tragédie grecque. Son œuvre la plus importante est Tragedy and Civilization: an Interpretation of Sophocles (1981), dans laquelle il présente une approche structuraliste du théâtre grec.

## Carrière
Segal est diplômé de l'Université Harvard en 1957 et, quatre ans plus tard, obtient un doctorat de la même institution pour une thèse de 900 pages sur le philosophe Démocrite. Il occupe des postes universitaires à l'Université Brown, à l'Université de Princeton et à l'Université de Pennsylvanie, avant de retourner à son alma mater en 1990. Là, il est professeur de lettres classiques Walter C. Klein jusqu'à sa mort en 2002.

## Publications
- Tragedy and Civilization: An Interpretation of Sophocles, University of Oklahoma Press, 1981.
- Dionysiac Poetics and Euripides‘ « Bacchae », Princeton University Press, 1982.
- Orpheus: the Myth of the Poet, Johns Hopkins University Press, 1989.
- Lucretius on Death and Anxiety : Poetry and Philosophy, Princeton University Press, 1990.